# Monroe, Wisconsin
Monroe este o localitate, municipalitate și sediul comitatului Green,  statul Wisconsin,  Statele Unite ale Americii.
Monroe, care este cunoscut și sub numele afecționat de "Capitala brânzei elvețiene din Statele Unite", avea o populație totală de 10.843 de locuitori la data recensământului din anul 2000. Orașul se găsește în districtul Town of Monroe și  parțial în districtul Town of Clarno.